# Paracalliactis michaelsarsi
Paracalliactis michaelsarsi is een zeeanemonensoort uit de familie Hormathiidae.
Paracalliactis michaelsarsi is voor het eerst wetenschappelijk beschreven door Carlgren in 1928.